# Cora (rodzaj)
Cora – rodzaj ważek z rodziny Polythoridae.

## Podział systematyczny
Do rodzaju należą następujące gatunki:
- Cora cyane Selys, 1853
- Cora inca Selys, 1873
- Cora irene Ris, 1918
- Cora jocosa McLachlan, 1881
- Cora marina Selys, 1868
- Cora modesta Selys, 1869
- Cora subfumata Förster, 1914
- Cora verapax Bota-Sierra, Sánchez-Herrera & Palacino-Rodríguez, 2018
- Cora xanthostoma Ris, 1918